# Меморіал жертвам Голодомору (Харків)

Меморіал Жертв Голодомору в Харкові

Меморіал Жертв Голодомору в Харкові — меморіальний комплекс пам'яті Жертв Голодомору в місті Харкові.

## Загальні дані
Харківський Меморіал Жертв Голодомору розташований біля транспортної розв'язки автомобільної траси «Харків — Москва» та міської кільцевої дороги, але територіально вже за містом — на території села Черкаська Лозова Дергачівського району, буквально в кілометрі від міської смуги.
Меморіал Жертв Голодомору було урочисто за участі Президента України Віктора Ющенка відкрито 19 листопада (День пам'яті жертв голодомору та політичних репресій) 2008 року.
Автор меморіалу — скульптор О. М. Рідний.

## Опис

Фрагмент — молитва про порятунок від голодної смерті

Фрагмент — український селянин намагається протистояти лиху

Меморіальний комплекс розташований на підвищенні, яке добре проглядається, рухаючись як автомобільною трасою «Харків — Москва», так і кільцевою дорогою довкола Харкова.
Комплекс складається з музею Голодомора, скульптурної композиції та зовнішніх інформаційних щитів зі світлинами жахіть Голодомору й ксерокопіями документів, зокрема секретних наказів тодішнього керівництва СРСР.
Центральне місце комплексу посідає скульптурна композиція заввишки 6 метрів, відлита з бронзи і встановлена на насипному кургані заввишки 10 метрів. Автор скульптор Олександр Рідний постарався передати в бронзі трагічне проникливе втілення відчаю української родини, яка залишилася сам на сам зі смертельним лихом голодної смерті — батько ще продовжує опиратися біді й у розпачі дивиться на північ, у бік Росії, а мати, втративши останню надію, здіймає у молитві руки до неба, до них горнеться двійко змучених діток, шукаючи бодай якогось захисту.

## Історія спорудження

### Передісторія

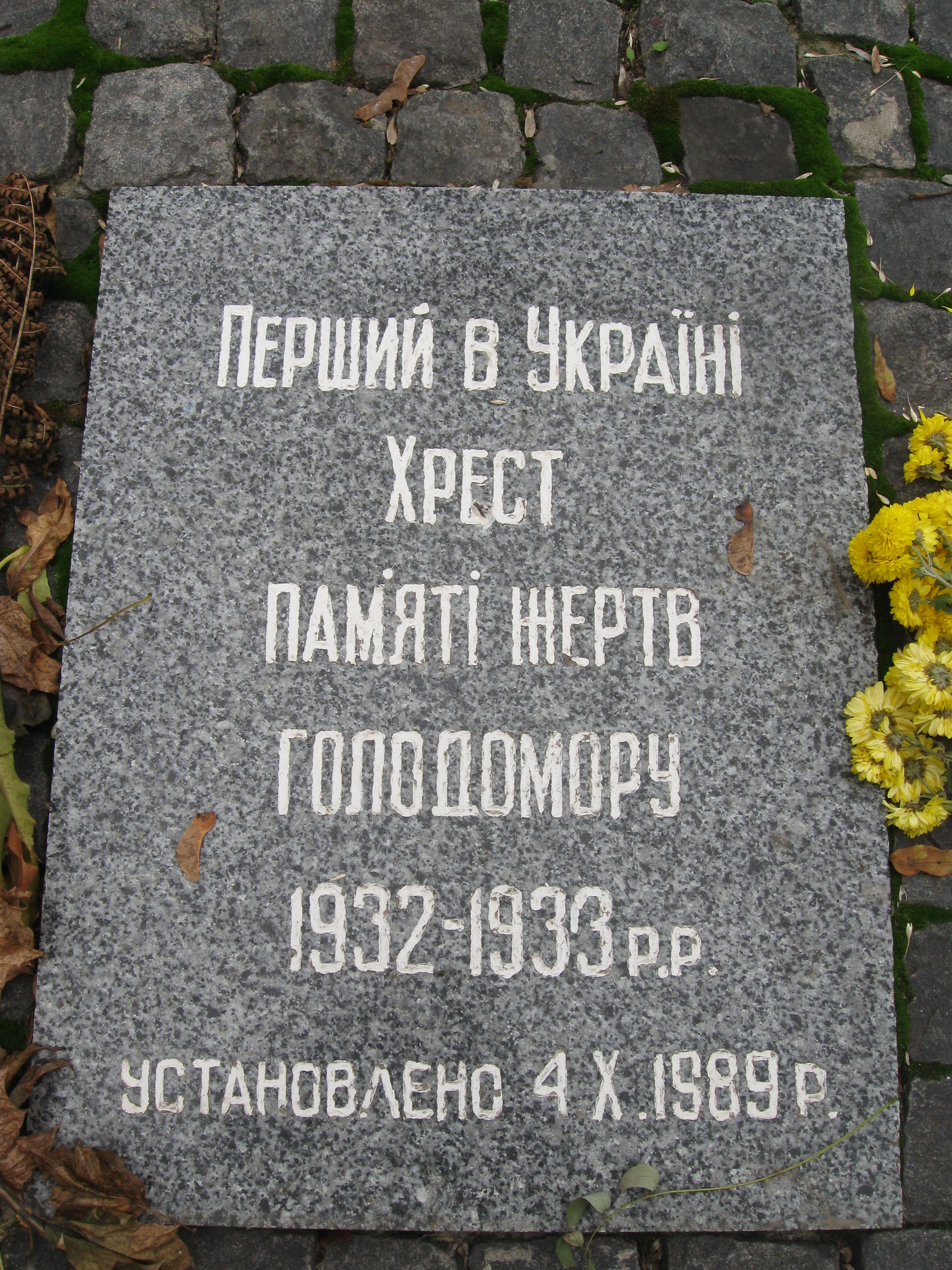
Табличка біля підніжжя пам'ятного хреста Жертв Голодомору в Молодіжному парку

Харківщина належить до тих регіонів, що найбільше постраждали від Голодомору 1932—1933 років. Лише за незалежності України (від 1991 року) стало можливим говорити правду про страшні злочини радянської влади, було відкрито архіви, й почалось оприлюднення їх фактів. Але вже 4 жовтня 1989 року в Харкові, а саме в Молодіжному парку було встановлено тимчасовий пам'ятний знак — перший в Україні хрест у пам'ять про Жертв Голодомору.

### Спорудження меморіалу
З часом у Харкові гостро постала проблема гідного вшанування Жертв страшного Голоду, відтак ініціатори встановлення пам'ятника трагедії 1932—33 років у середині 2000-х років звернулись до міської влади з проханням надати земельну ділянку в місті для розміщення великого меморіального комплексу, однак міське управління містобудування та архітектури відмовило в цьому, мотивуючи свою відповідь тим, що «Доцільніше встановити монумент на території Харківської області, що більше потерпала від цієї трагедії», у чому деякі правозахисники, політики і громадські діячі побачили політичні мотиви.
Коли були вирішені земельні питання, проведено конкурс на найкращий проект Меморіалу Жертв Голодомору в Харкові й визначено переможця, тобто вже у процесі реалізації проекту, зчинився великий скандал з приводу змістовного наповнення майбутньої скульптурної композиції, а са́ме — розташування і оформлення фігур. Окремим дискутивним і не до кінця з'ясованим питанням лишається фінансування спорудження Меморіалу, який обійшовся у понад 3,5 млн гривень. Деякі регіональні проросійськи налаштовані політики робили заяви, що зведення пам'ятника фінансується за рахунок місцевих б'юджетів, однак згідно з офіційними повідомленнями Харківський меморіал повністю був збудований на благодійні внески, задля чого в тому числі в День пам'яті жертв голодомору та політичних репресій 2007 року (24 листопада) у Харкові провели кількагодинний телемарафон.
Наступного року у цей же меморіальний день, а саме 19 листопада 2008 року Меморіал Жертв Голодомору в селі Черкаська Лозова Дергачівського району було урочисто відкрито — пам'ятник відкривав особисто Президент України Віктор Ющенко, а на заході були присутніми троє свідків страшної трагедії українського народу, представники влади і духовенства, широка громадськість.
Той факт, що Меморіал збудований на околиці Харкова, лише посилив емоційне сприйняття трагізму минулого, про що Голова держави так висловився на церемонії відкриття:
|  | Ця трагедія була саме тут, де зараз стоять наші ноги. |

З благословення митрополита Харківського і Богодухівського Никодима на церемонії відкриття Меморіалу вікарій Харківської єпархії архієпископ Ізюмський Онуфрій звершив чин його освячення.

### Загроза демонтажу
У жовтні 2013 року у ЗМІ поширилась інформація про те, що Дергачівська районна рада запланувала демонтувати меморіал. Однак, сама рада це спростувала.

### Музей пам'яті жертв Голодомору
Поряд з меморіалом 24 листопада 2018 року було відкрито музей.

## Виноски
1. ↑  Солодовнікова Олена Влада Харкова проти пам'ятника жертвам Голодомору. [Архівовано 2 березня 2014 у Wayback Machine.] // повідомл. за 6 березня 2007 на www.radiosvoboda.org (Радіо Свобода) [Архівовано 27 липня 2009 у Wayback Machine.]
2. ↑  Салімонович Лариса Відчай у бронзі. Учора на Харківщині Віктор Ющенко відкрив меморіальний комплекс жертвам Голодомору [Архівовано 5 березня 2016 у Wayback Machine.] // «Україна Молода», № 219 за 20 листопада 2008 року
3. ↑  У Харкові з'явиться меморіал жертвам Голодомору на www.oglyadach.com[недоступне посилання з липня 2019]
4. ↑  У День пам'яті жертв Голодомору у Харкові проведуть телемарафон[недоступне посилання] // повідомл. за 7 листопада 2007 року від УНІАН
5. ↑  ХАРКІВ. Президент України Віктор Ющенко відкрив меморіальний комплекс в пам'ять про жертв Голодомору[недоступне посилання з червня 2019] на orthodoxy.org.ua («Православіє в Україні» — інтернет-видання УПЦ) [Архівовано 1 червня 2009 у Wayback Machine.]
6. ↑  Харківська влада планує знести Меморіальний комплекс жертвам голодомору? [Архівовано 4 грудня 2013 у Wayback Machine.] Майдан. 09.10.2013
7. ↑  Дергачівська районна рада спростовує намір демонтажу меморіалу жертвам Голодомору [Архівовано 24 лютого 2014 у Wayback Machine.]. Радіо Свобода. 10.10.2013
8. ↑  На Харківщині відкрили Музей пам'яті жертв Голодомору. Архів оригіналу за 16 червня 2019. Процитовано 23 листопада 2019.